# ATG Javelin
ATG Javelin je bil dvomotorni zelo lahki reaktivec, ki ga je razvilo ameriško podjeteje Aviation Technology Group (ATG) preden je bankrotiralo. Letalo je sicer civilno, vendar je po izgledu bolj podobno vojaškemu trenažerju. Verzija Javelin MK-20, ki so jo razvijali skupaj z  Israel Aerospace Industries naj bi se uporabljala kot šolsko vojaško letalo.
Prvi prototip je prvič poletel 30. septembra 2005. Razvoj so preklicali decembra 2007, kot ATG ni dobil sredstev za nadaljnji razvoj.

## Tehnične specifikacije (Javelin MK-10)
Splošne karakteristike
- Posadka: 2
- Število sedežev: 2
- Dolžina: 37 ft 0 in (11,28 m)
- Razpon kril: 25 ft 1 in (7,65 m)
- Višina: 10 ft 6 in (3,20 m)
- Površina kril: 140 ft² (13 m²)
- Teža praznega letala: 4655 lb (2 111 kg)
- Maks. vzletna teža: 6900 lb (3 100 kg)
- Pogon letala: 2 × Williams FJ33-4-19J turbofan, 1750 lbf (8,0 kN) vsak

 Zmogljivost 
- Maks. hitrost: 500 vozlov (575 mph, 925 km/h)
- Doseg: 1000 nm (1151 mi, 1852 km)
- Višina leta: 45000 ft (13 700 m)
- Hitrost vzpenjanja: 9000 ft/min (46 m/s)
- Maks. obremenitev krila: 46 lb/ft² (220 kg/m²)
- Max. razmerje potisk/teža: 0,56